# Ernst Heinrich Brill
Ernst Heinrich Brill (* 6. August 1892 in Darmstadt; † 2. Mai 1945 in Rostock) war ein deutscher Mediziner, Hochschullehrer und Rektor der Universität Rostock.

## Biografie
Brill war der Sohn des Gerichtsassessors Friedrich Brill (1857–1892) und dessen Ehefrau Clara (1860–1919), geborene Maurer. Er absolvierte bis 1912 die Gymnasien in Darmstadt und Worms und studierte Medizin an der Universität Heidelberg und der Universität Jena. Im Ersten Weltkrieg diente er im medizinischen Militärdienst als Feldhilfsarzt. In Jena wurde er 1920 zum Dr. med. promoviert; er habilitierte sich 1926. Er war ab 1922 bei Bodo Spiethoff Assistenzarzt und 1925 Oberarzt sowie ab 1930 außerordentlicher Professor in der Hautklinik am Universitätsklinikum Jena.
Er trat 1925 in den Stahlhelm sowie zum 1. März 1933 in die NSDAP ein (Mitgliedsnummer 1.546.909), für die er Ende Juli 1932 einen Hochschullehreraufruf zur Wahl startete. 1933/34 war er auch Mitglied der SA, in der er 1934 den Rang eines SA-Sanitätssturmbannführers innehatte. 1933 wurde er gegen den Willen der Fakultät zum Ordinarius für Haut- und Geschlechtskrankheiten an der Universität Rostock ernannt. Seit 1934 war er Vertrauensmann der NSDAP an der Medizinischen Fakultät Rostock. 1935/36 wurde er zunächst Prorektor, 1936/37 Rektor der Universität Rostock. Die Ernennung zum Rektor erfolgte gegen den Wunsch des Lehrkörpers durch den NS-Gauleiter Friedrich Hildebrandt. Er leitete in Rostock als Chefarzt und dann als Direktor das Dermatologische Institut der Universitäts- und Poliklinik. Ab 1934 war er Beisitzer am Erbgesundheitsobergericht in Mecklenburg. Von Dezember 1935 bis April 1937 war er Gaudozentenbundführer des NS-Dozentenbundes im Gau Mecklenburg. 1937 wurde er Mitglied der SS (Mitgliedsnummer 284.121), wo er bis zum SS-Hauptsturmführer aufstieg.
Ab 1939 diente er im Zweiten Weltkrieg bei der Wehrmacht als Stabsarzt, dann als Oberstabsarzt und ab 1944 als Oberfeldarzt, davon von 1939 bis 1940 an der Front und danach als beratender Dermatologe im Wehrkreis II (Mecklenburg und Pommern) sowie in einem Reservelazarett in Rostock.
Seine Frau und er sollen 1945 Suizid begangen haben, die Leichen wurden aber nie gefunden. Er war verheiratet und hatte zwei Kinder.
Weitere Mitgliedschaften
- Mitglied und Schatzmeister der Deutschen Dermatologischen Gesellschaft

Ehrungen
- 1941: Ehrenmitglied der Italienischen Dermatologischen Gesellschaft

## Werke
- Veröffentlichungen von 1925 bis 1942 zu medizinischen Themen in seinen Fachgebieten zum vegetativen Nervensystem, Stoffwechseluntersuchungen, zur Venerologie, Hautkrankheiten und Geschlechtskrankheiten.
- 1941: Hautkrankheiten im Kriege